# Bloomberg News
Bloomberg News (ban đầu là Bloomberg Business News), là một hãng thông tấn quốc tế có trụ sở ở New York và là một chi nhánh của Bloomberg L.P.. Nội dung do Bloomberg News sản xuất được phổ biến thông qua Bloomberg Terminal, Bloomberg Television, Bloomberg Radio, Bloomberg Businessweek, Bloomberg Markets, Bloomberg.com và nền tảng di động của Bloomberg. Từ 2015, John Micklethwait là tổng biên tập. Bloomberg và Forbes điều xếp hạng các tỷ phú thế giới.

## Lịch sử
Bloomberg News được thành lập bởi Michael Bloomberg và Matthew Winkler vào năm 1990 để cung cấp báo cáo tin tức tài chính cho các thuê bao của Bloomberg Terminal. 
Hãng thông tấn được thành lập vào năm 1990 với một đội gồm sáu người. Winkler là tổng biên tập đầu tiên. Tại thời điểm năm 2010, Bloomberg News có hơn 2.300 biên tập viên và phóng viên tại 72 quốc gia và 146 văn phòng tin tức trên toàn thế giới.